# Acacia meiantha
Acacia meiantha é uma espécie de leguminosa do gênero Acacia, pertencente à família Fabaceae.